# Tahir Yahya
Tahir Yahya (arabiska طاهر يحيى), född 1913 i Tikrit, död 1986, var en irakisk politiker. Han var premiärminister två gånger, från 20 november 1963 till 6 september 1965 och från 10 juli 1967 till 17 juli 1968.